# Neufchâtel-sur-Aisne
Neufchâtel-sur-Aisne és un municipi francès situat al departament de l'Aisne i a la regió dels Alts de França. L'any 2007 tenia 449 habitants.

## Demografia

### Població
El 2007 la població de fet de Neufchâtel-sur-Aisne era de 449 persones. Hi havia 167 famílies de les quals 35 eren unipersonals (19 homes vivint sols i 16 dones vivint soles), 51 parelles sense fills, 58 parelles amb fills i 23 famílies monoparentals amb fills.
La població ha evolucionat segons el següent gràfic:
Habitants censats

### Habitatges
El 2007 hi havia 192 habitatges, 170 eren l'habitatge principal de la família, 9 eren segones residències i 13 estaven desocupats. 174 eren cases i 17 eren apartaments. Dels 170 habitatges principals, 122 estaven ocupats pels seus propietaris, 37 estaven llogats i ocupats pels llogaters i 11 estaven cedits a títol gratuït; 1 tenia una cambra, 3 en tenien dues, 17 en tenien tres, 44 en tenien quatre i 105 en tenien cinc o més. 120 habitatges disposaven pel capbaix d'una plaça de pàrquing. A 74 habitatges hi havia un automòbil i a 81 n'hi havia dos o més.

### Piràmide de població
La piràmide de població per edats i sexe el 2009 era:
| Homes | Edats   | Dones |
| ----- | ------- | ----- |
| 0     | 95 o +  | 0     |
| 0     | 90 a 94 | 0     |
| 12    | 85 a 89 | 4     |
| 4     | 80 a 84 | 4     |
| 4     | 75 a 79 | 12    |
| 4     | 70 a 74 | 0     |
| 4     | 65 a 69 | 12    |
| 4     | 60 a 64 | 8     |
| 4     | 55 a 59 | 8     |
| 8     | 50 a 54 | 8     |
| 24    | 45 a 49 | 20    |
| 28    | 40 a 44 | 24    |
| 28    | 35 a 39 | 20    |
| 16    | 30 a 34 | 28    |
| 20    | 25 a 29 | 12    |
| 4     | 20 a 24 | 36    |
| 24    | 15 a 19 | 12    |
| 20    | 10 a 14 | 12    |
| 20    | 5 a 9   | 12    |
| 32    | 0 a 4   | 12    |

## Economia
El 2007 la població en edat de treballar era de 296 persones, 218 eren actives i 78 eren inactives. De les 218 persones actives 196 estaven ocupades (116 homes i 80 dones) i 22 estaven aturades (7 homes i 15 dones). De les 78 persones inactives 22 estaven jubilades, 27 estaven estudiant i 29 estaven classificades com a «altres inactius».

### Ingressos
El 2009 a Neufchâtel-sur-Aisne hi havia 173 unitats fiscals que integraven 437 persones, la mediana anual d'ingressos fiscals per persona era de 19.580 €.

### Activitats econòmiques
Dels 18 establiments que hi havia el 2007, 1 era d'una empresa alimentària, 3 d'empreses de construcció, 4 d'empreses de comerç i reparació d'automòbils, 1 d'una empresa de transport, 3 d'empreses d'hostatgeria i restauració, 1 d'una empresa d'informació i comunicació, 1 d'una empresa immobiliària, 2 d'empreses de serveis, 1 d'una entitat de l'administració pública i 1 d'una empresa classificada com a «altres activitats de serveis».
Dels 7 establiments de servei als particulars que hi havia el 2009, 1 era una gendarmeria, 1 oficina de correu, 2 fusteries, 1 electricista, 1 perruqueria i 1 restaurant.
Dels 2 establiments comercials que hi havia el 2009, 1 era una botiga de més de 120 m² i 1 una botiga de menys de 120 m².
L'any 2000 a Neufchâtel-sur-Aisne hi havia 6 explotacions agrícoles.

## Equipaments sanitaris i escolars
L'únic equipament sanitari que hi havia el 2009 era una farmàcia.
El 2009 hi havia una escola elemental.

## Poblacions més properes
El següent diagrama mostra les poblacions més properes.